# جوستين براسور
جوستين براسور هي متزلجة فنية كندية، ولدت في 10 يوليو 2001 في لاسال في كندا.

## وصلات خارجية
- جوستين براسور على موقع الاتحاد الدولي للتزلج (الإنجليزية)
- جوستين براسور على موقع الاتحاد الدولي للتزلج (الإنجليزية)
- جوستين براسور على موقع الاتحاد الدولي للتزلج (الإنجليزية)
- جوستين براسور على موقع أوليمبيديا (الإنجليزية)